# 媽姐
媽姐（讀作馬姐），是指來自中國廣東省順德區、有自梳女身份的女傭。1930年代，順德區絲綢業式微，當地一些本來以繅絲為業的自梳女為了維持生計，就到東南亞（馬來西亞、新加坡）或香港、澳門等地當家務工，這些女傭稱為「媽姐」。
媽姐們數人集結為社，也稱姑婆屋，新加入的，都要通過自梳儀式，扎起一條大鬆辮，終身不嫁，身穿白衣黑褲（白色大襟衫和黑色香雲紗—即黑膠綢到腳眼長的吊腳褲）。

## 別稱
媽姐還有一個別稱叫「土鯪魚」，這個別稱源於：
- 土鯪魚不會大肚，因為媽姐終身不嫁
- 土鯪魚一條身（單身）
- 土鯪魚的歇後語是「多骨惡啃」，「繞（骨刺）口杉（木剌）手」，粵人街市慣用語，即是難於處理，意指難於追求。五、六十年代香港，仍有很多媽姐到街市買餸（配飯的菜）。當時香港街市佬多為石歧人。
- 昔日大多媽姐為廣東省順德縣人士，當地有一名菜為煎釀土鯪魚，以該名菜借喻媽姐。

## 家傭分類
一般依職級順序：
- 近身：即侍女，是最高級的一類，指定專門服侍某個主人（通常是女主人，甚至是某一位元配或姨太太，更有一些是自己帶來男家的原有侍女），薪金亦最高。
- 湊仔：即褓姆，負責照顧幼少的小主人。
- 煮飯：即家廚
- 打雜：即雜務
- 一腳踢：最低級的一種，即甚麼工作都要做，工作量最大，薪水最低，多是新人。
- 住年妹：是媽姐的預備班，即十多歲毫無當媽姐經驗的少女，也經常是在家媽姐的女兒或親友，通常祗供住宿及三餐膳食，大多數當主人的年幼少爺、小姐的近身，逐步學習媽姐的日常一作，獲得主人認同後當上正式媽姐。

辛亥革命後，主張男女平權，反對家奴（從僕）制度，很多媽姐返回家鄉而自梳習俗亦追隨時代消失。
反而在香港，九十年代仍然有少數年輕時已經照顧僱主一家的老媽姐，繼續與僱主一家一起生活。現在香港從七十年代開始，新的家庭多數聘請外籍家庭傭工。六十年代開始，香港媽姐因為種種關係離開僱主，又不愿意返回順德，於是集結一起組織齋堂，現在荃灣的芙蓉山，及大嶼山羗山之東南觀音山，都留有一些歷史。
2011年香港電影《桃姐》中，由葉德嫻飾演的媽姐「桃姐」，養大由劉德華飾演的少主，主僕之間的親密關係不言而喻。葉德嫻更憑該電影榮獲威尼斯電影節影后殊榮。

## 外部連結
- 從「繅絲女」到「順德媽姐」── 一個式微女性行業的社會分析 （页面存档备份，存于）
- 《老香港：东方之珠》：“七姊妹”故事
- 《媽姐》